# Saignon
Saignon este o comună în departamentul Vaucluse din sud-estul Franței. În 2009 avea o populație de 1.032 de locuitori.

## Evoluția populației
| An        | 1975 | 1982 | 1990  | 1999 | 2006  | 2009  |
| --------- | ---- | ---- | ----- | ---- | ----- | ----- |
| Populație | 680  | 910  | 1.018 | 994  | 1.039 | 1.032 |